# Metaleptyphantes praecipuus
Metaleptyphantes praecipuus là một loài nhện trong họ Linyphiidae.
Loài này thuộc chi Metaleptyphantes. Metaleptyphantes praecipuus được George Hazelwood Locket miêu tả năm 1968.